# Bukit Seulemak
Bukit Seulemak is een bestuurslaag in het regentschap Aceh Timur van de provincie Atjeh, Indonesië. Bukit Seulemak telt 719 inwoners (volkstelling 2010).